# Кери (роман)
Вижте пояснителната страница за други значения на Кери.
„Кери“ (на английски: Carrie) е роман на американския писател Стивън Кинг, публикуван през 1974 г., негова дебютна творба. Главен персонаж в историята е тийнейджърка аутсайдер с телекинетични смъртоносни способности, отгледана от религиозно фанатична майка. Романът е организиран като разказ от трето лице, примесен с писма, статии от вестници и спомени на герои. Кинг казва, че намира романа „суров“ и „с учудваща сила да наранява и плаши“. Книгата е една от най-често забраняваните в американските гимназии.
Има няколко адаптации, включително филм на Брайън Де Палма от 1976, продължение от 1999, мюзикъл на Бродуей от 1988, телевизионен филм от 2002 г. и римейк от 2013 на първоначалната лента.
Книгата е посветена на съпругата на Кинг Табита: „Тази книга е за Таби, които ме вкара в нея и после ме измъкна от там“.

## Сюжет
Внимание:  Текстът по-долу разкрива сюжета на произведението (или части от него)!
1979 г., град Чембърлейн, щата Мейн. В момичешката съблекалня на гимназия „Юън“, докато си взима душ след час по физическо, 16-годишната Кериета „Кери“ Уайт получава своята първа менструация. Тя е ужасена от кръвта и изпада в истерия. Другите ученички от съблекалнята, водени от богатата и популярна Крис Харгенсен, започват да се подиграват на Кери и да я замерят с тампони и дамски превръзки. Учителката по физическо госпожа Дежардин се намесва, помага на малтретираното момиче да се оправи, изненадана че не знае нищо за менструация, и я отвежда в кабинета на заместник-директора. По пътя към дома Кери изпробва своите нови способности като контролира предмети от разстояние. Когато момичето се прибира вкъщи, майка ѝ Маргарет е обвинява в извършването на грях и я заключва в килера.
Директорът налага задържане след училище за съученичките на Кери взели участие в инцидента. Крис Харгенсен отказва да се съобрази с наказанието и ѝ е отнето правото да се яви на предстоящия бал по случай завършването на випуска им. Междувременно Кери открива, че притежава способност да мести и променя предмети със силата на ума (телекинеза). Тя започва да упражнява и развива тези си умения и открива, че притежава и телекинетични способности.
Сю Снел е друго популярно момиче, което е сред замерялите Кери в банята, но се разкайва за постъпката си и помолва своя приятел Томи Рос да покани Кери на бала. Кери приема поканата на Томи след известни колебания и отива с него на бала, въпреки неодобрението на майка си.
За времето от инцидента в началото до бала, от свито момиче с невпечатляващ външен вид, Кери се е превърнала в привлекателна девойка. Тя изглежда красива в червената си рокля, която е ушила сама за събитието и за първи път се чувства толкова добре. Отмъстителната Крис Харгенсен и нейният приятел обаче са подготвили неприятна изненада за Кери. Две кофи със свинска кръв са закачени на тавана в залата и се изливат върху Томи Рос и Кери, точно когато двамата са избрани за крал и кралица на бала (след намеса в гласуването от страна на Крис). Всички присъстващи избухват в неконтролируем смях. Крайно унизена, Кери напуска сградата, но се сеща за телекинетичните си способности и решава да ги използва. Тя предизвиква масови пожари в града, при които загиват много хора.
Когато се прибира, майка ѝ опитва да я убие, защото смята, че е обладана от Сатаната, и я наръгва с нож. Кери използва способностите си и спира сърцето на майка си, причинявайки смъртта ѝ.
Кери намира Крис и нейния приятел, които се опитват да избягат с кола и ги убива.
Сю Снел открива Кери, колабирала в един паркинг. Кери разбира, че Сю е невинна, прощава ѝ и умира.

## Персонажи
- Кериета „Кери“ Уайт - телекинетично момиче, което от първия ден в училище е тормозено от своите съученици.
- Маргарет Уайт - майка на Кери, фанатична, почти фундаменталисти религиозна.
- Ралф Уайт - баща на Кери и съпруг на Маргарет. Умира в резултата на нещастен случай през 1963 г. - пада от скелето на строителен обект в Портланд.

## Създаване
„Кери“ е всъщност четвъртият роман на Кинг, но е първият, който е публикуван. В началото е замислен като разказ за списание „Кавалиър“. и работата по него започва 1973 г. По това време Кинг живее в град Хърмон (Пънобскот (окръг, Мейн)), заедно със съпругата си Табита и двете си деца в един фургон. Той работи като учител по английски в академия „Хемпдън“ и пише разкази за различни мъжки списания. Използва преносима пишеща машина за написването на „Кери“ (на същата, на която е написан и „Мизъри“), която принадлежи на Табита. Идеята за произведението идва на бъдещия писател когато е на двадесет години и работи лятото като чистач в гимназията „Брунсвика“ с партньор на име Хари. Веднъж трябвало да почистят стените на женската тоалетна. Кинг си спомня:
| „ | Някаква жена каза „може да пишете всички тези мачо-истории, но не можете да пишете за жени“. Аз казах „Не ме е страх от жените. Мога да пиша за тях, ако поискам“. Така ми хрумна идеята за история за инцидент в женската баня, при който едно от момичетата ще владее телекинеза. Другите момичета ще я замерят с дамски превръзки, когато ѝ дойде цикълът. Цикълът ѝ ще освободи правилните хормони и тя ще излее гневът си върху тях… написах сцената под душовете, но не ми хареса и я изхвърлих. | “ |

Жена му вади страниците от кошчето и го насърчава да завърши историята; той последва съвета ѝ и я разширява в роман. Кинг казва: „Продължих, защото бях пресъхнал и нямах по-добри идеи… личното ми мнение беше, че съм написал най-слабият роман на света“. Образът на Кери е съставен от две момичета, с които Кинг е учил. „Тя беше много странно момиче от много странно семейство. Майка ѝ не беше религиозна кукувица като майката на Кери; тя беше обсебена от игри, от лотарийни залагания, абонираше се за списания за хора участващи в конкурси… момичето си смени дрехите само веднъж за цялата учебна година и всички останали деца ѝ се подиграваха. Имам много ясен спомен за деня, в който дойде с новите си дрехи, които си беше купила сама. Тя беше обикновено провинциално момиче, но беше сменила черната си пола и бялата блуза – които бяха единственото, с което някой е бе виждал – със светла карирана блуза с пухкави ръкави и пола, която беше модерна по онова време. И всички ѝ се подиграваха още по-лошо, защото никой не искаше да види как тя променя образа си.“ Кинг казва, че му било интересно какво би било да бъдеш отгледан от такава майка и създал история като контрапункт на приказката за Пепеляшка. Освен това казва на биографа Джордж Бийм, че момичето „се омъжи за мъж странен като нея, имаше деца и в крайна сметка се самоуби“. Телекинезата на Кери е резултат от книга, която Кинг е чел по-рано по темата. Той прави и кратко проучване по темата докато е учител по английски в академията Хемпдън.
По времето на публикуването Кинг работи като гимназиален учител и трудно свързва двата края. За да намали разходите си, спира телефона в дома си. В резултат на това, когато книгата е избрана за публикуване Кинг няма телефон. Издателя на Дабълдей Уилям Томпсън (с когото Кинг става близък приятел) му праща телеграма гласяща: „Кери официално е книга на Дабълдей. $2500 предварително срещу правата върху нея. Поздр, хлапе – бъдещето е пред теб, Бил“. Ню Американ Лайбръри купува правата върху книгата от Дабълдей за 400 хил. долара, който издателството и автора си поделят. След като получава хонорара си, Кинг напуска работата като учител. От изданието с твърди корици са продадени около 13 хил. копия, а от това с меки повече от милион само през първата година.
Кинг си спомня: „Кери“ беше написана след „Бебето на Розмари“, но преди „Заклинателят“, което наистина ѝ разчисти пътя. Не очаквах много от „Кери“. Мислех си, че никой няма да иска да чете за бедно малко момиче с менструални проблеми. Не можех да повярвам, че го пиша. В друг разговор споделя: Не казвам, че „Кери“ е боклук и не се отричам от нея. Тя ме направи звезда, но беше млада книга на млад автор. В ретроспекция ми напомня на курабийки, изпечени от първокласник – достатъчно вкусни, но някак безформени и изгорени отдолу.

## Адаптации
- Първата адаптация на „Кери“ е едноименния филм, излязъл през 1976 г. Сценарист е Лоурънс Д. Коен, а режисьор е Браян Де Палма. В главните роли са Сиси Спейсик, Пайпър Уори, Ейми Ървинг, Джон Траволта и др. Филмът е считан за повратна точка в хорър жанра и е една от най-добре продаваните филмови адаптации по творба на Кинг. Спейсик и Уори получават номинации за Оскар, съответно за за най-добра женска роля и за най-добра поддържаща женска роля.
- През 1988 г. на Бродуей е представен мюзикъл със същото име, който е свален след само пет представления и 16 отзива, което го прави един от най-големите провали на Бродуей за всички времена.
- Продължение на филма излиза през 1999 г. под заглавието „Кери 2“. Филмът е основан на идеята, че бащата на Кери е имал много връзки и друга дъщеря, която също владее телекинеза. Сю Снел, единствената оживяла от първата част също се появява този път като училищен съветник. Филмът получава отрицателни отзиви и е абсолютен търговски провал.
- През 2002 г. е заснета телевизионна версия с участието на Емили дьо Равин. В тази версия се поддържа, че Кери е оживяла след бала, което и дава живот на сериала.
- Драматурга Ерик Джаксън получава съгласието на Кинг да създаде постановка по „Кери“ (не мюзикъл), който вижда бял свят през 2006 г.
- През 2013 г. излиза римейк на лентата от 2013 г. с участието на американската актриса Клоуи Грейс Морец в главната роля.

## Аудио книги
- Издателство „Simon & Schuster Audio“ издава аудио книга „Кери“, прочета от американската актриса Сиси Спайсик през 2005 г. Записът е издаден на CD и аудио касета.[6]
- Сайтът за аудио книги Storytel пуска български вариант на „Кари“ 18 февруари 2020 г. Четенето е направено от Десислава Знаменова с дължина от 7 часа и 52 минути и е от превода на Адриан Лазаровски.[7]